# Annibale Guasco
Annibale Giuseppe Guasco (Alessandria, 19 marzo 1540 – Alessandria, 4 febbraio 1619) è stato un poeta italiano, membro dell'antica famiglia patrizia alessandrina dei Guasco, appartenente al ramo dei Signori di Spigno.

## Biografia
Annibale nacque ad Alessandria, figlio del Commissario generale di tutte le fortezze del patrimonio ecclesiastico Cesare Guasco (*? †1568), e di Laura Guasco (test. 20.I.1572) dei signori di Alice.
Attivo soprattutto nella produzione di madrigali, nel 1603 pubblicò una raccolta di 3110 poesie, La tela cangiante.
Ricoprì numerose cariche onorifiche, nello specifico quella di "Principe" dell'Accademia degli Immobili di Alessandria, dal 7 luglio 1596 chiamato il maggior Cigno del Tanaro, quella di ambasciatore di Alessandria a Milano nel 1598 per giurare fedeltà al Governatore in nome del re di Spagna e a Genova nell'anno 1600 per congratularsi con Pedro Enríquez de Acevedo, conte di Fuentes, che era stato nominato Governatore dello Stato di Milano.
Appartenne a diverse accademie, come quella degli Accademia degli Inquieti di Milano, degli Accademia degli Affidati di Pavia e quella degli Illustrati di Casale.
Morì anziano il 4 febbraio 1619, nel suo testamento legò al convento dei Padri serviti della chiesa di santo Stefano la propria libreria. Ebbe sepoltura accanto ai suoi in quella stessa chiesa di Bergoglio.

## Matrimonio e discendenza
Annibale si sposò intorno al 1566 con Laura Bellone, figlia di Luigi. Il padre di Laura fu il primo alessandrino stabilmente presente nel Senato di Milano. Dalla coppia nacquero:
- Francesco (test. 17.X.1622). Sposa Clara di Staglieno, fu podestà di Tortona 1595;
- Lavinia (*1575 †?). Si sposò due volte, la prima con Guido Emanuele (*? †1623), conte di Langosco; la seconda con Giovanni Battista Visconti (*? †1627), figlio di Galeazzo, signore di Fontaneto. Lavinia entrò alla corte di Torino nel 1586 divenendo damigella d'onore della infanta Caterina Michela di Spagna;
- Cesare (*1583 †~1616). Fu gentiluomo di camera del cardinale Maurizio di Savoia;
- Caterina (*? †?). Monaca, con il nome di Laura Caterina, nel monastero di Santa Caterina di Porta Ticinese a Milano;
- Veronica (*? †?). Monaca, con il nome di Angela Maria, nell'ordine dell Suore angeliche di San Paolo a Milano.

## Opere
- Sotto il segno di Chirone. Il ragionamento di Annibale Guasco alla figlia Lavinia, Torino, Appresso herede del Bevilacqua, 1586.
- Opera in ottava rima per la Natività del Signore, con altri componimenti spirituali, con cento madrigali a due sue figliuole, Alessandria, Quinciano, 1599.
- Tela cangiante. In madrigali tre mila, cento dieci. Opera morale, dilettevole et utilissima, Milano, 1605.
- Scielta di sonetti spirituali, Bergamo, 1606.